# Lamposaari (ö i Kajanaland, Kehys-Kainuu, lat 64,91, long 28,15)
Lamposaari är en halvö i Finland. Den ligger i sjön Lylyjärvi och i kommunen Puolango i den ekonomiska regionen  Kehys-Kainuu  och landskapet Kajanaland, i den centrala delen av landet, 500 km norr om huvudstaden Helsingfors.